# 1897 في سويسرا
فيما يلي قوائم الأحداث التي وقعت خلال عام 1897 في سويسرا.

## سياسة

### انتهاء فترة المنصب
- 31 مارس – إميل فراي عضو المجلس الفيدرالي السويسري ‏.

## مواليد

### مارس
- 20 ديسمبر – مارسيل رايموند

### يوليو
- 5 يوليو – يوجين هارتونغ فنان سويسري.

### أغسطس
- 2 أغسطس – ماكس ويبر سياسي سويسري.
- 22 أغسطس – ماكس ليو كيلر سياسي سويسري.

### نوفمبر
- 1 نوفمبر – فيرنر نيوهاوس رسام سويسري.
- 12 نوفمبر – مارتن هورليمان
- 29 نوفمبر – ألبرت مولر فنان سويسري.

### ديسمبر
- 13 ديسمبر – إميل جاي والتر
- 20 ديسمبر – مارسيل رايموند

## وفيات

### أغسطس
- 8 أغسطس – ياكوب بوركهارت (مواليد 1818) مؤرخ سويسري.
- 21 سبتمبر – جون أغسطس سوتر جونيور (مواليد 1826)

### سبتمبر
- 21 سبتمبر – جون أغسطس سوتر جونيور (مواليد 1826)